# Dani Díez
Este nome é um nome espanhol, onde Díez é o nome paterno e de la Faya é o nome materno.
Daniel "Dani" Díez de la Faya (Madrid, 7 de abril de 1993) é um basquetebolista profissional espanhol que atualmente joga pelo Unicaja Málaga disputando a Liga ACB e a Euroliga. Dani Díez atua na posição ala, mede 2,01 m e pesa 94 kg.

## Trajetória Esportiva
Daniel Díez iniciou sua trajetória como basquetebolista nas categorias de base do Estudiantes, tradicional clube madrilenho, permanecendo entre 2005 e 2009. Aos 16 anos transferiu para o Real Madrid atuando na sua segunda equipe que disputa ligas menores como a LEB Plata e Liga EBA. No mesmo ano da transferência para o Real Madrid veio a convocação para disputar o Europeu Sub 16 pela Espanha em Kaunas, Lituânia e a primeira medalha de ouro defendendo seu país.
Na temporada 2011-12 debutou na equipe principal do Real Madrid disputando 3 partidas na Liga ACB e nova medalha de ouro desta vez no Europeu Sub 18 disputado em Breslávia, Polónia.
Na temporada 2012-13 marchou para o País Basco para defender o Lagun Aro, fato que voltou a acontecer na temporada 2014-15, temporada a qual Dani Díez  foi escolhido para o melhor quinteto jovem e selecionado como melhor jovem na Liga ACB.
O Real Madrid que possuía direitos contratuais, liberou Dani Díez que fechou contrato com o Unicaja Malaga.

## Títulos e Honrarias

### Clubes

#### Real Madrid
- Campeão do Torneio Ciutat de L'Hospitalet (2011)
- Campeão da Supercopa Endesa (2013-14)
- Campeão da Liga ACB (2013-2014)
- Campeão da Copa do Rei (2014)
  - Vice-campeão da Euroliga (2013-14)

#### Unicaja Málaga
- Vice-Campeão da Supercopa Endesa (2015)
- Campeão da EuroCopa 2016-17

### Seleção

#### Espanha Sub 16
- Medalha de Ouro no Europeu Sub 16 em Kaunas, Lituânia (2009)

#### Espanha Sub 18
- Medalha de Ouro no Europeu Sub 18 em Breslávia, Polónia (2011)

#### Espanha Sub 20
- 2x  Medalha de Bronze no Europeu Sub 20 (Eslovênia 2012 e Estônia 2013)

### Pessoais
- Membro dos Quintetos Ideais no Europeu Sub 18 (2011), Sub 20 (2012) e Sub 20 (2013)
- Jogador da 20ª Rodada de Liga ACB pelo Gipuzkoa (2014-15)
- Melhor Jogador Jovem da Liga ACB (2014-15)
- Melhor Quinteto Jovem da Liga ACB (2014-15)
- Participou do Adidas Eurocamp em Treviso em 2012-2013
- Selecionado no Draft da NBA em 2015 na 54ª Posição pelo Utah Jazz, o qual transferiu seus direitos ao Portland Trail Blazers

## Ligações Externas
- Dani Díez no X
- Página de Dani Díez no Sítio da Liga ACB